# 홍채

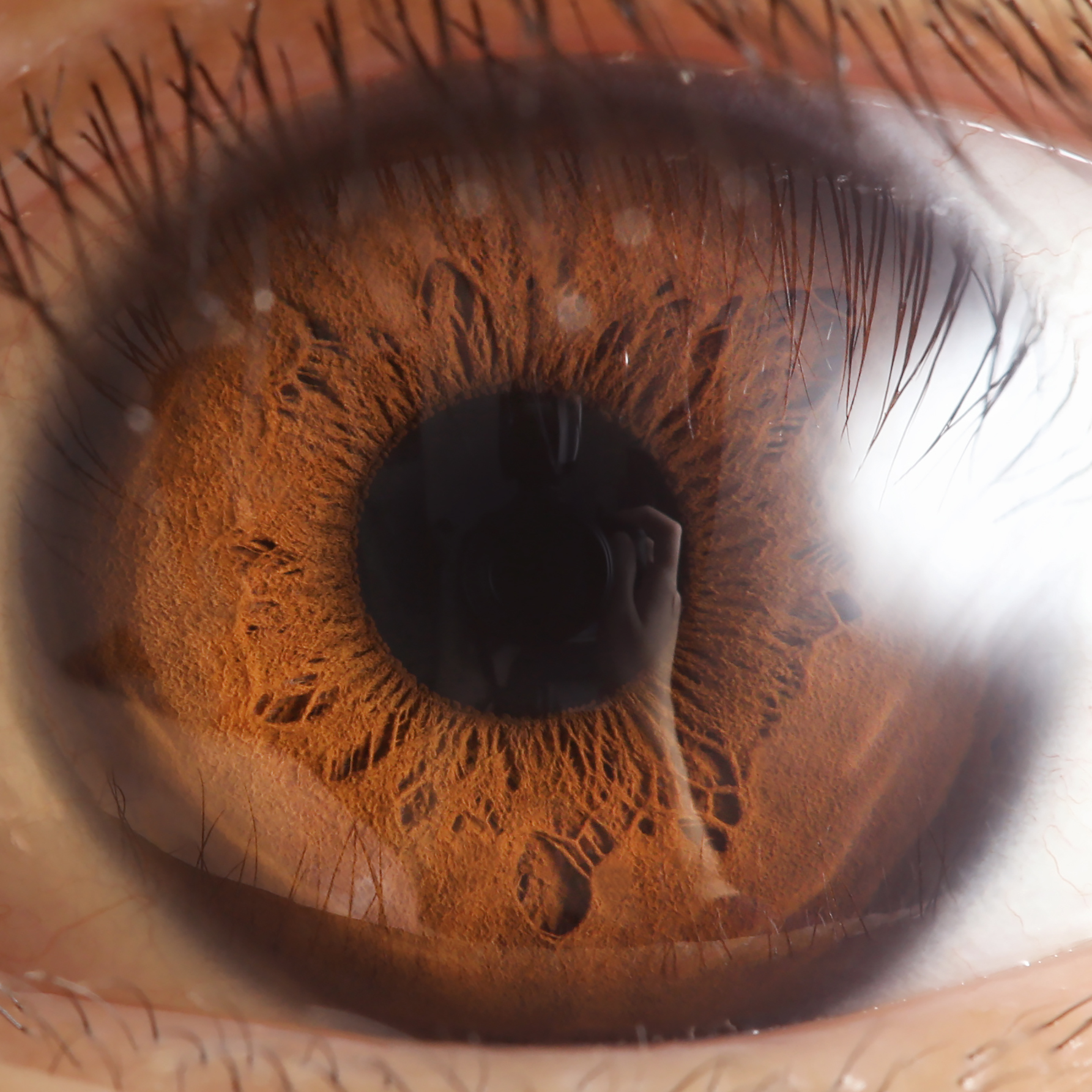
인간 홍채홍채는 녹색/회색/갈색 영역이 있다. 다른 시각적인 구조는 중앙에 있는 동공과 홍채 주변에 있는 흰 공막이다. 투영 각막이 그려졌지만 투명한것처럼 시각적이지 않는다.

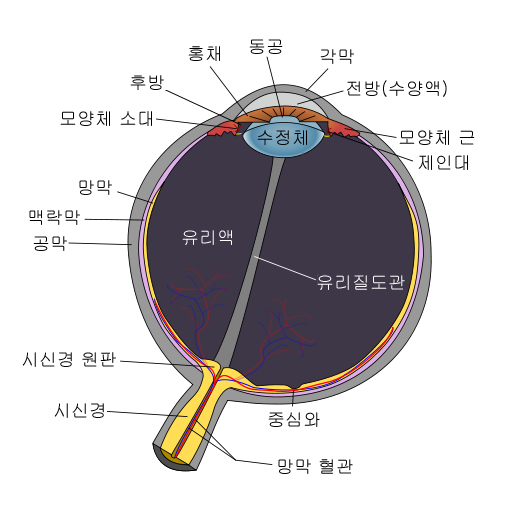
사람 눈의 구조

홍채(虹彩, 영어: iris)는 해부학에서 인간을 포함한 척추동물의 눈에서 가장 시각적인 부분이다. 수렴 진화가 되지 않은 홍채는 두족류에서 볼 수 있다. 그리스 신화로부터 만들어진 세계에서 아리스는 무지개의 의인화이다.
한국어에서 눈동자는 동공만을 가리키기도 하고, 홍채를 포함한 검은자 전체를 가리키기도 한다.
홍채는 기질로 알려져 있는 색소 유관속 조직으로 이루어져 있다. 기질은 괄약근 근육(괄약근 동공)과 이어져 있어서 동공과 열린 확장근 근육들을 닫히게 한다. 뒷쪽 표면은 세포 두 개 두께의 상피막 (홍채 색소 상피)으로 덮여 있으나 앞쪽 표면은 상피막이 없다. 루트로 알려진 홍채의 바깥 테두리는 공막과 앞단 섬모체에 붙어 있다. 홍채와 섬모체는 앞단 포도막으로 알려져 있다. 홍채 루트의 앞에는 수양액이 통과하여 홍채의 질병이 안압에 중요한 효과와 시각에 간접적인 결과를 갖는 눈 밖으로 배출하는 구역이다.

## 일반 구조
홍채는 크게 두 개의 영역으로 나눌 수 있다:
- 동공 부분: 동공 테두리 안쪽의 영역
- 섬모체 부분: 동공 테두리 바깥쪽부터 섬모체 안쪽까지의 영역

권축륜: 섬모체 부분과 동공 부분 사이의 영역이다. 일반적으로 괄약근 근육과 확장근 근육이 부분적으로 겹쳐지는 곳으로 정의된다.

### 조직 특징
앞 부분부터 뒷 부분까지의 홍채막은 다음과 같은 특징을 지닌다:
- 앞쪽 가장자리막
- 홍채 기질
- 동공 괄약근
- 동공 산대근
- 앞쪽 색소 근상피
- 뒤쪽 색소 상피

### 앞쪽 표면
- 푸흐 움(Crypts of Fuchs)은 기질과 깊은 홍채 조직을 수양액에 담겨지는 것을 가능하게 하는 권축륜의 어느 한 쪽에 위치한 일련의 통로이다. Crypts의 경계를 둘러싸는 콜라겐 섬유주는 파란 홍채에서 보인다.
- 동공 주름(pupillary ruff)은 후단 표면로부터 계속된 색소 상피에 의하여 형성된 동공 가장자리의 일련의 작은 융선이다.
- 수축 주름(Circular contraction fold)은 권축륜과 홍채의 착점 사이의 중간 부분에 대한 일련의 원형띠나 겹이다. 이러한 겹은 홍채 표면에서 팽창하는 것처럼 변화하면서 발생된다.
- 홍채 기저 움(Crypts at the base of the iris)은 홍채의 섬모체 부분의 가장 바깥쪽 부분으로 거의 관찰할 수 있는 추가적인 통로이다.

### 뒤쪽 표면
- 슈왈브 방사형 주름(Radial contraction folds of Schwalbe)은 동공 경계에서 권축륜까지 확장되는 홍채의 동공 부분에 있는 매우 좋은 방사형 겹의 일련이다. 동공 주름의 조개 모양과 관련되어 있다.
- 슈왈브 구조 주름(Structural folds of Schwalbe는 홍채의 길이를 더 넓게 확장하는 방사형 겹이다.
- 원형 수축 주름(Circular contraction folds)는 전체 뒤쪽 표면을 넘어 원형 모양에서 움직이는 좋은 융선의 일련이다.

## 발생학
홍채의 다양한 구조는 궁극적으로 배엽의 3/2로부터 시작된다. 중배엽으로부터 파생된 기질; 외배엽으로부터 파생된 괄약근과 확장근 근육, 잘알려진 앞단과 후단 색소상피가 있다.

## 색깔

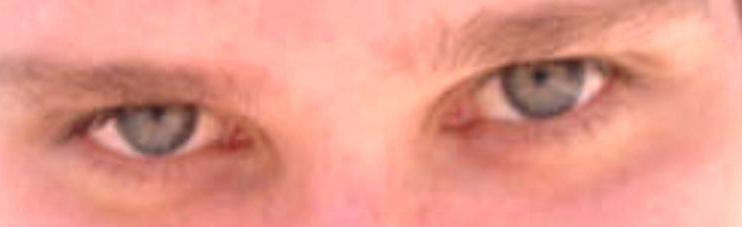
인간 표현형중 파랑-녹색-회색 눈은 상대적으로 드문 눈 색이고 정확한 색은 종종 눈의 주변에 따라서 다양하게 인식된다.

홍채는 일반적으로 갈색에서 녹색, 파랑, 회색의 진한 안료로 이루어져 있다. 눈색은 때로 눈의 색소 결핍에 의한 불그스럼한 흰색, 혹은 비정상적으로 발달한 혈관에 의한 빨간색을 나타낼 수 있다. 다양한 색깔에도 불구하고 정상적인 인간에게 홍채색을 나타내는 안료는 검은색을 띠는 멜라닌 한가지 뿐이다. 홍채 속의 멜라닌은 피부와 머리카락에서 발견되는 멜라닌과 거의 비슷한 구조를 띈다.

### 홍채색을 결정하는 유전적 및 물리적 요소
홍채색은 결, 색소, 섬유조직, 홍채 기질 내부의 혈관의 조합된 효과로 구성된 매우 복잡한 현상이여서 각각의 에퍼제네틱스 조직을 한꺼번에 만든다. 사람의 눈색은 실제로는 사람의 홍채색이며 각막은 투명하고 흰 공막은 눈 색깔과는 무관하다.

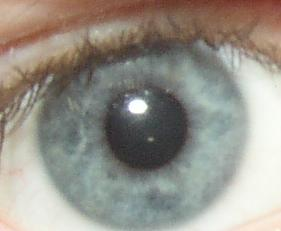
파랑-회색 홍채의 예시

멜라닌은 기질적 색소세포에서 진한 갈색에서 노르스름한 갈색이고 홍채 색소 상피에서 검은색이여서 얇은 것에 존재하지만 홍채 뒤의 맞은편의 매우 불투명한 막이다. 대부분의 인간 홍채는 얇은 앞단 가장자리막에 갈색을 띤 기질적 멜라닌의 응축을 보여 주며 이것의 위치에 따라 전반적인 색깔에 명백한 영향이 있다. 멜라닌소체라고 불리는 세포 아래의 관 속에서 멜라닌 분포의 정도는 관측되는 색깔에 약간 영향이 있지만 인간과 다른 척추동물의 홍채에서 멜라닌소체는 이동하지 않고 색소분포의 정도는 파손되지 않는다. 멜라닌소체의 비정상적인 응집은 질병을 유발하고 홍채색에 돌이킬 수 없는 변화가 발생할 수 있다. (아래의 홍채 이색증을 보라) 갈색, 검정과 다른 색은 다른 기질 요소에서 선택적 반사와 흡수 때문이다. 가끔은 노란 "눈물" 색소인 리포푸신가 보이는 눈색으로 들어가기도 하고, 특히 늙거나 질병에 걸렸을 때 녹색 눈 (그렇지만 건강한 녹색 인간 눈은 없음)이 된다.
비색소 기질의 요소가 눈색을 좌우하는 광학 장치는 복잡하고 문헌에서 많은 오류 투성이 진술서가 존재한다. 생물학적 분자 (혈관의 헤모글로빈, 혈관벽과 기질의 콜라겐)에 의한 간단한 선택적 흡수와 반사는 가장 중요한 요소이다. 레일리 산란과 (하늘에서 발생되는) 틸든 산란과 회절 또한 발생된다. 라만 산란과 새의 깃털처럼 구조적인 간섭은 인간 눈의 색깔에 기여하지는 않지만 간섭현상은 많은 동물에서 화려한 색의 홍채 색소 세포(iridophore)에 중요하다. 간섭효과는 분자와 광초소형의 껍질에서 발생할 수 있고 (멜라닌을 함유한 세포에서) 광학 효과를 증대하는 준수정체 구조와 종종 연관된다. 간섭은 어떤 나비 날개의 눈점에서 보이는 것처럼 화학적 요소가 동일하게 남아 있다고 할지라도 시야각에서 색의 특징적인 의존에 의하여 인식된다.
파랑은 인간에게 가능한 눈색 중 하나이다. 염색체 15의 Bey2와 Gey 유전자에 존재하는 "파랑" 대립유전자는 열성 대립유전자이다. 이 뜻은 양쪽 유전자가 파랑눈을 갖는 사람에게 반드시 파랑 대립유전자 예시 "파랑-파랑"를 가지고 있어야 한다. 만약 대립유전자의 하나가 "파랑"이 아니면 (Gey가 "녹색"이나 Bey2가 "갈색" 이면) 사람은 각각 이런 색깔의 눈을 지녔을 것이다. 어느 것이든 대립유전자는 (양쪽다 아니더라도) 자녀에게 물려줄수 있어서 파랑눈을 가지지 않는 사람이 파랑눈 자녀를 두는 것이 가능하다. 왜냐하면 이것의 열성 성질때문에 이것은 부모 모두가 파랑눈을 가질경우에만 확실하다. 이 설명이 눈색 묘사의 생각을 주더라도 이것이 완벽하고 눈색을 위해 기여하는 모든요소와 그것의 변화는 완벽히 이해되지 않는다.

### 홍채색 변경
확정된 눈색은 가끔 특별히 매력적인 것처럼 보이고 콘택트 랜즈를 동기로 표현하는 것은 또다른 자신의 자연적 눈색을 가리기위해 착용할 수 있다. 그들은 대부분 필요하지 않고 심각한 내과의에 의하여 환자의 망막이 무홍채증처럼 여분으로 보호할 필요가 없는 한 결코 권장되지 않는다.

### 친자검사에서 홍채색
위의 상태처럼 눈색에 관한 유전자를 찾는 많은 논란에도 불구하고 색소보다 더 많은 홍채색처럼 복잡한 특색을 위한 간단한 유전자 결정론이 아니다. 전반적으로 홍채색에서 간단한 멘델의 유전법칙은 없다. 그 결과 신중한 친자확인은 일반적으로 표현형적 열성인 파란 눈의 주위를 제외하고는 홍채색의 관찰이나 측정에 근거할 수는 없어서 두 명의 파랑눈 부모에서 갈색눈 아이는 부모에 대한 약간의 의심이 생길 수 있다. 그러나 눈 색이 유전되는 방법은 불완전한 증거이기 때문에 결정적인 증거로 볼 수 없다.

### 서로 다른 색의 양 눈

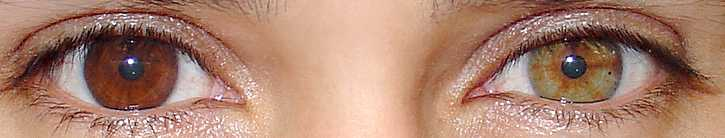
홍채 이색증의 예시. 대상은 갈색과 엷은갈색 눈이다.

홍채 이색증(heterochromia, heterochromia iridis, heterochromia iridium)은 양 눈의 홍채 색깔이 다른 상태(완전한 홍채 이색증)이거나 한쪽 눈의 홍채의 일부분이 나머지 부분과 다른색인 상태 (부분적 홍채 이색증)이다. 만성 홍채염이나 확산 홍채 흑색종 같은 질병의 증상이지만 정상적인 눈에 나타나기도 한다. 한 눈의 홍채에서 현저하게 다른 색을 나타내는 경우는 많지 않다. 알렉산드로스 대왕과 비잔티움 제국의 황제인 아나스타시우스 1세는 "홍채 이색증"으로 디코로스(δικορος; 두개의 동공을 가짐)라고 불리었다. 그 경우에는 축자적으로 한 홍채에 두개의 동공을 가졌다고 할 수는 없다. 진정한 다동공증은 질병 때문일 수 있지만 대부분 외상이나 수술 때문에 생긴다.
홍채 이색증과 다양한 색의 홍채 무늬는 동물의 경우 일반적이다. 이종교배된 시베리안 허스키는 인간의 유전적병인 바르덴부르크 증후군과 가능한 비슷한 홍채 이색증을 보인다. 어떤 흰 고양이 상상 (예시 흰 페르시안)은 파랑이 획일하게 하나인 일반적인 무늬와 다른 녹색을 갖는 현저한 홍채 이색증을 보여줄 수도 있다. 동일한 홍채 안의 눈에 띄는 잡색은 또한 어떤 동물에서 일반적이고 어떤 종에는 표준이다. 몇 다수 품종, 특히 (오스트레일리언 셰퍼드와 보더콜리같은)파랑 멀 털색은 파랑과 검정 눈이 분리된 만큼 갈색 홍채 안에 잘 정의된 파랑 영역을 보여줄 것이다. 어떤 말(일반적으로 흰고 반점이 있는 팔로미노나 품종의 그레멜로 집단)은 눈질병의 어떤 징후 없이 동일한 눈 안에 호박색, 갈색, 흰색, 파랑을 보여줄 것이다.
흰 눈이나 파르스름하게 흰 홍채는 “각막백반”으로도 알려져 있다.

## 질병
홍채에 포함되는 질병은 다음과 같다:
- 눈 색소결핍증
- 무홍채
- 홍채 결손증
- 홍채염
- 홍채 흑색종
- 홍채 전이
- 바르덴부르크증후군

## 빨간 눈
섬광으로 사진을 찍을 때 홍채는 수축되지만 빨간눈 효과를 피하기에는 충분히 빠르지 않다. 이것은 눈 뒤로부터 빛의 반사를 나타내고 바닥실험의 외형을 기술하는, 안과의가 사용하는 '적색 반사'라는 용어와 밀접한 관계가 있다.
의학에서 기술 용어로 사용될 때 빨간눈의 뜻은 조금 다르고 구근 결막은 표면 혈과의 팽창 때문에 붉어지는 것을 가리킨다. 드문 경우를 제쳐 두고, 이것은 표면 감염 (결막염), 안구 염증 (예시 홍채 섬모체염), 안구 압력 (급성 녹내장이나 경우에 따라 심각하게 방치된 만성 녹내장)이 있다. "빨간눈"의 이런 사용은 질병을 내포한다. 그러므로 그 용어는 눈 백색증의 의학에서 쓰이지 않아서 눈이 바닥으로부터 반사된 빛 때문에 명백히 빨간 동공과 반투명 분홍 빛을 띤 홍채임에도 불구하고 다르게 건강하다. "빨간 눈"은 수의학 실습에서 더 느슨하게 사용되어 눈 질병의 조사는 어려울 수 있더라도 백피증 유형은 쉽게 인식되고 일반적으로 "빨간 눈"보다 "분홍 눈"으로 기술된다.

## 같이 보기
- 백색증
- 회백색 반점
- 시선 마주침
- 홍채 섬모체염
- 홍채해리
- 홍채학
- 홍채 신경
- 홍채 검색
- 제인 엘리엇(Jane Elliott)의 "갈색눈, 파랑눈 연습"
- 유착증
- 시각 기관
- 흰자위

## 추가 그림

홍채의 구조
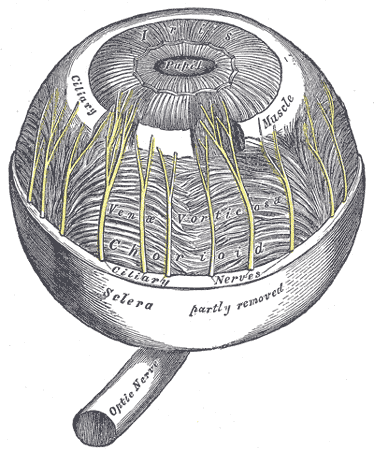
맥락막과 홍채
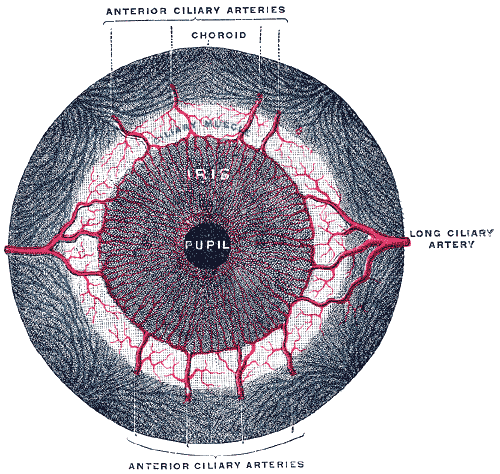
정면에서 본 홍채